# SS Cymric
SS Cymric foi um navio a vapor construído pelo estaleiro Harland and Wolff, em Belfast, e operado pela White Star Line.

## História
Seu lançamento ocorreu no dia 12 de outubro de 1897. Ele foi originalmente concebido como um transportador de passageiros e carga, com acomodações apenas para passageiros de Primeira Classe. Durante o seu projeto, os projetistas da Harland and Wolff afirmaram que um navio de passageiros e carga ao mesmo tempo era impopular, por conta disso os espaços para carga foram substituídas para acomodar passageiros de Terceira Classe. Ele partiu de Liverpool em sua viagem inaugural no dia 29 de abril de 1898, chegando em Nova Iorque no dia 9 de maio. Ele passou os primeiros cinco anos de sua carreira navegando entre Liverpool e Nova Iorque, quando em 1903 ele foi transferido para a rota de Liverpool - Boston, onde navegou por nove anos.
Durante a Guerra dos Bôeres e a Primeira Guerra Mundial, ele serviu como um navio de tropas. No dia 8 de maio de 1916, ele foi torpedeado três vezes pelo submarino alemão U-20, que havia afundado o RMS Lusitania um ano atrás. Cymric afundou no dia seguinte, matando cinco pessoas a bordo, a noroeste de Fastnet.